# Kaltbründlberg

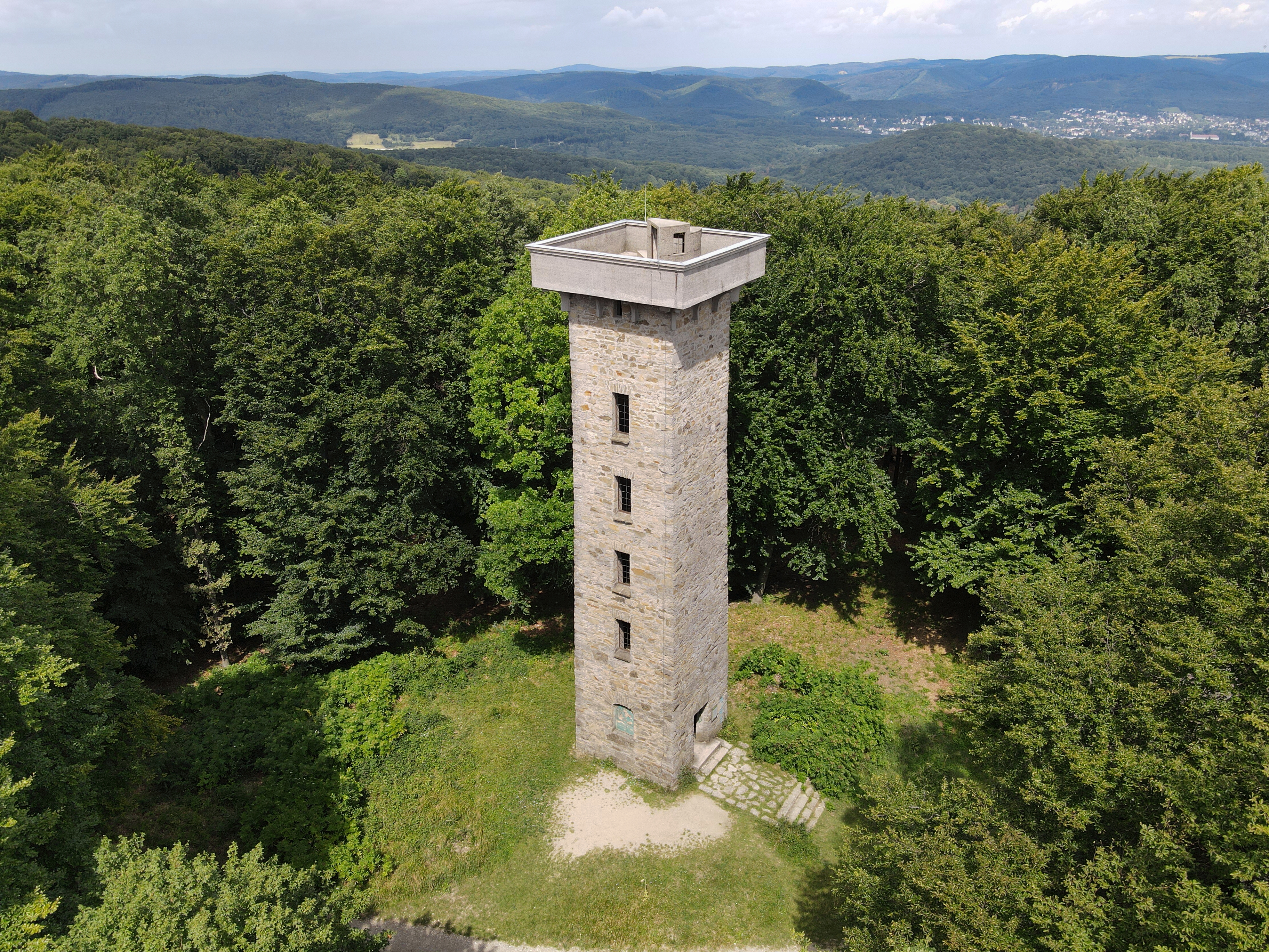
Toppmötet över Kaltbründlberg med ett utsiktstorn

Kaltbründlberg är ett berg i Österrike.   Det ligger i  förbundslandet Wien, i den östra delen av landet, 12 km väster om huvudstaden Wien. Toppen på Kaltbründlberg är 508 meter över havet, eller 99 meter över den omgivande terrängen. Bredden vid basen är 2,2 km.
Terrängen runt Kaltbründlberg är kuperad åt nordväst, men åt sydost är den platt. Runt Kaltbründlberg är det mycket tätbefolkat, med 3 134 invånare per kvadratkilometer.. Närmaste större samhälle är Wien, 12,1 km öster om Kaltbründlberg. 
I omgivningarna runt Kaltbründlberg växer i huvudsak blandskog.